# Canton d'Albertville-Nord
Le canton d'Albertville-Nord est une ancienne division administrative française, située dans le département de la Savoie et la région Rhône-Alpes.
Il disparait en 2015 à la suite du redécoupage cantonal de 2014.

## Composition
L'ancien canton d'Albertville regroupait les communes de :
Albertville, Allondaz, La Bathie, Césarches, Cevins, Esserts-Blay, Gilly, Grignon, 
Marthod, Mercury-Gemilly, Monthon, Pallud, Rognaix, Saint-Paul-sur-Isère, Saint-Sigismond, Thénésol, Tours et Venthon.
Le canton d'Albertville-Nord regroupe les communes suivantes :
| Nom                     | Code Insee | Intercommunalité | Population (dernière pop. légale)               |
| ----------------------- | ---------- | ---------------- | ----------------------------------------------- |
| Albertville (chef-lieu) | 73011      | CA Arlysère      | Fraction : 10 350(2012) Commune : 18 950 (2014) |
| Allondaz                | 73014      | CA Arlysère      | 256 (2014)                                      |
| Césarches               | 73061      | CA Arlysère      | 417 (2014)                                      |
| Mercury                 | 73154      | CA Arlysère      | 3 013 (2014)                                    |
| Pallud                  | 73196      | CA Arlysère      | 749 (2014)                                      |
| Thénésol                | 73292      | CA Arlysère      | 278 (2014)                                      |
| Venthon                 | 73308      | CA Arlysère      | 635 (2014)                                      |

Pour la commune d'Albertville, seule sa partie nord fait partie de ce canton.

## Représentants

### Conseillers généraux de l'ancien canton d'Albertville (1861 à 1973)
| Période                                  | Période      | Identité                          | Étiquette    | Qualité                                                                   |
| ---------------------------------------- | ------------ | --------------------------------- | ------------ | ------------------------------------------------------------------------- |
| 1861                                     | 1871         | Charles René Perrier de La Bathie |              | Avocat à la Cour Impériale de Chambéry                                    |
| 1871                                     | 1884 (décès) | François Rey                      |              | Banquier, maire d'Albertville (1870-1884)                                 |
| 1884                                     | 1910         | François Gravin                   | Républicain  | Meunier Sénateur (1891-1920) Maire d'Albertville (1898-1904 et 1912-1919) |
| 1910                                     | 1919         | Paul Sondaz                       | Républicain  | Docteur en médecine à Albertville                                         |
| 1919                                     | 1928         | Louis Milliand                    | Rad.         | Avoué à Albertville                                                       |
| 1928                                     | 1940         | Claudius Périllat                 | Rad.         | Ancien notaire - Maire d'Albertville (1921-1940)                          |
|                                          |              |                                   |              |                                                                           |
| 1945                                     | 1973         | Jean-Baptiste Mathias             | UDSR puis CD | Médecin Maire d'Albertville (1944-1953 et 1958-1971) Sénateur (1969-1974) |
| Les données manquantes sont à compléter. |              |                                   |              |                                                                           |

### Conseillers d'arrondissement (de 1861 à 1940)
Le canton d'Albertville avait trois conseillers d'arrondissement.
| Période                                  | Période          | Identité                         | Étiquette   | Qualité |
| ---------------------------------------- | ---------------- | -------------------------------- | ----------- | --- |
| 1861                                     |                  | Charles Viard (1820-1896)        |             | Avocat à Albertville                                                                                        |
| 1861                                     |                  | Baron Ernest Rosset de Tours     |             | Conseiller à la Cour Impériale                                                                              |
| 1861                                     |                  | Jean-Baptiste Donnet (1812-1869) |             | Propriétaire, aubergiste et maître d'hôtel à Albertville                                                    |
|                                          |                  |                                  |             | |
| 1871                                     |                  | Jacques Porraz (1803-1880)       | Républicain | Avocat à Albertville                                                                                        |
| 1871                                     |                  | Joseph Ducrest (1828-1883)       |             | Docteur en médecine à Albertville                                                                           |
|                                          |                  |                                  |             | |
|                                          | 1884 (démission) | Joseph Combaz                    |             | Négociant, adjoint au maire d'Albertville                                                                   |
| Sept.1884                                | 1891 (décès)     | Joseph Blanc (1850-1891)         | Républicain | Médecin, conseiller municipal d'Albertville                                                                 |
|                                          |                  |                                  |             | |
| 1913                                     |                  | M. Péronnier                     | Radical     | Président du Conseil d'arrondissement                                                                       |
| 1913                                     |                  | M. Grangé                        |             | |
| 1913                                     |                  | M. Lachenal                      |             | |
|                                          |                  |                                  |             | |
| 1919                                     | 1937             | Édouard Garin (1871-1953)        | SFIO        | Instituteur, Saint-Sigismond, Président du Conseil d'arrondissement                                         |
| 1925                                     | 1931             | Jean-Baptiste Fournier           | SFIO        | Conseiller municipal de Mercury-Gemilly                                                                     |
| av.1925                                  | 1940             | Jules Genet (1873-1958)          | Radical     | Fromager, aubergiste, maire de Saint-Paul-sur-Isère                                                         |
|                                          |                  |                                  |             | |
| av.1937                                  | 1940             | Fernand Bellet (1902-1986)       | Radical     | Entrepreneur, négociant, maire de Mercury                                                                   |
| 1931                                     | 1940             | Martial Escaffre (1870-1961)     | Radical     | Maire de Saint-Sigismond                                                                                    |
| 1940                                     |                  |                                  |             | Les conseils d'arrondissement ont été suspendus par la loi du 12 octobre 1940 et n'ont jamais été réactivés |
| Les données manquantes sont à compléter. |                  |                                  |             | |

### Conseillers généraux du canton d'Albertville-Nord (1973 à 2015)
| Période | Période | Identité             | Étiquette | Qualité                                                                           |
| ------- | ------- | -------------------- | --------- | --------------------------------------------------------------------------------- |
| 1973    | 1979    | Louis Marin-Matholaz | PCF       | Professeur Conseiller municipal d'Albertville                                     |
| 1979    | 1985    | Robert Collombier    | PS        | Professeur de l'enseignement technique à Ugine Conseiller municipal d'Albertville |
| 1985    | 1998    | Michel Bailly        | RPR       | Avocat Adjoint au Maire d'Albertville                                             |
| 1998    | 2015    | François Rieu        | PS        | Journaliste Maire de Grignon (2008-2014)                                          |

## Démographie
| 1975 | 1982 | 1990   | 1999   | 2006   | 2011   | 2012   |
| ---- | ---- | ------ | ------ | ------ | ------ | ------ |
| -    | -    | 13 105 | 13 255 | 14 315 | 15 399 | 15 530 |